# Жаровиха (деревня)
Жаровиха — деревня в Кичменгско-Городецком районе Вологодской области.

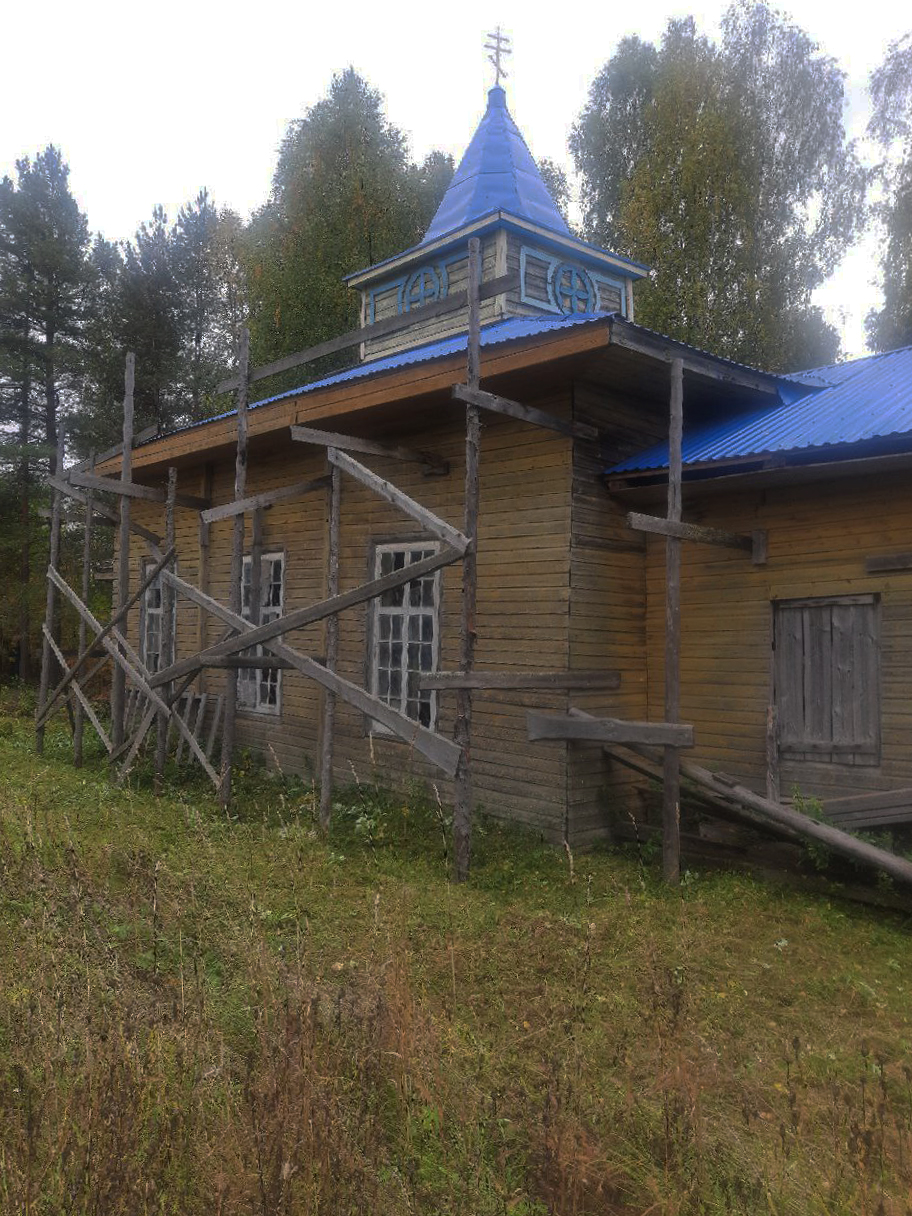
Богородицкая церковь в Жаровихе

Входит в состав Кичменгского сельского поселения (с 1 января 2006 года по 1 апреля 2013 года входила в Плосковское сельское поселение), с точки зрения административно-территориального деления — в Плосковский сельсовет.
Расстояние до районного центра Кичменгского Городка по автодороге — 24 км. Ближайшие населённые пункты — Остапенец, Малиновица, Большое Бараково.
По переписи 2002 года население — 22 человека (9 мужчин, 13 женщин). Всё население — русские.
| 2010 |
| ---- |
| 6    |